# Valenzuela (Paraguay)

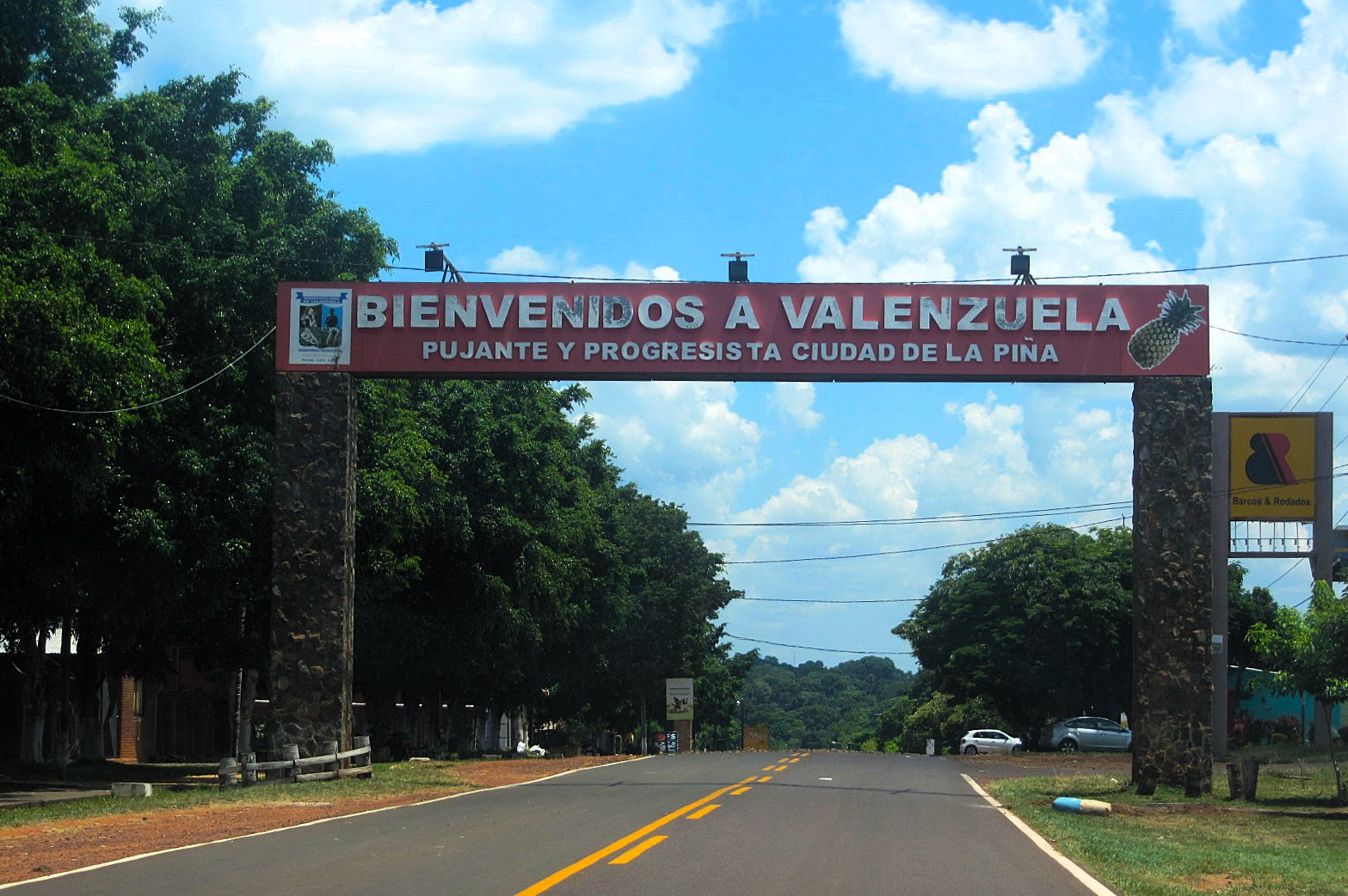
Entrada al municipio de Valenzuela.

Valenzuela es una ciudad del departamento de Cordillera, Paraguay, considerada como la "Ciudad de la Piña". Se encuentra ubicada a 110 km de Asunción.

## Toponimia
En honor a su fundador, lleva el nombre de "Valenzuela", fundada el 24 de julio de 1813, antes era conocida como “Yvyra i ãtãndy”, que significa en guaraní “montón de palos”.

## Clima

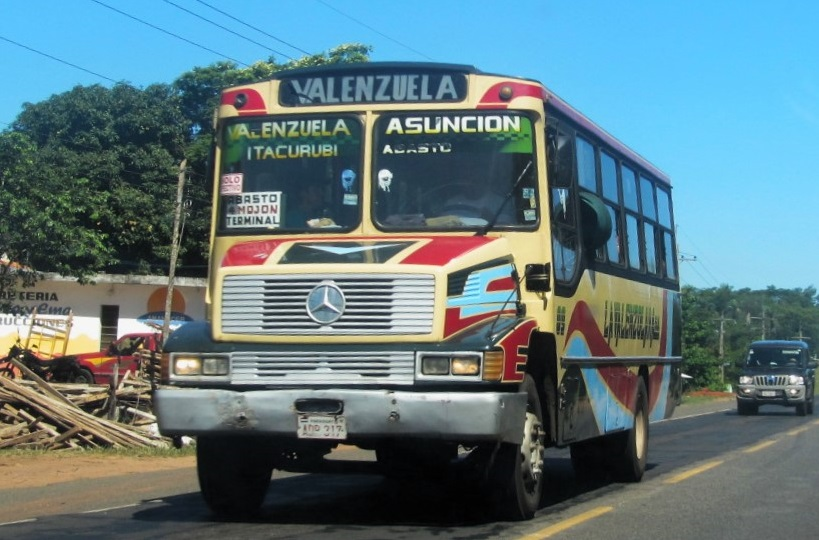
Colectivo de La Valenzolana, en el acceso a Valenzuela.

El clima en el departamento de Cordillera es templado y seco. La temperatura media es de 22 °C, la máxima en verano 39 °C y la mínima en invierno, 3 °C.

## Economía
Esta antigua localidad, Valenzuela, es la principal productora de piña del país, el 10 de enero se realiza un festival en su nombre. También los pobladores se dedican al cultivo de caña de azúcar.
Otra de las actividades económicas de la ciudad es la cría de ganado vacuno y la oleria.

## Cultura

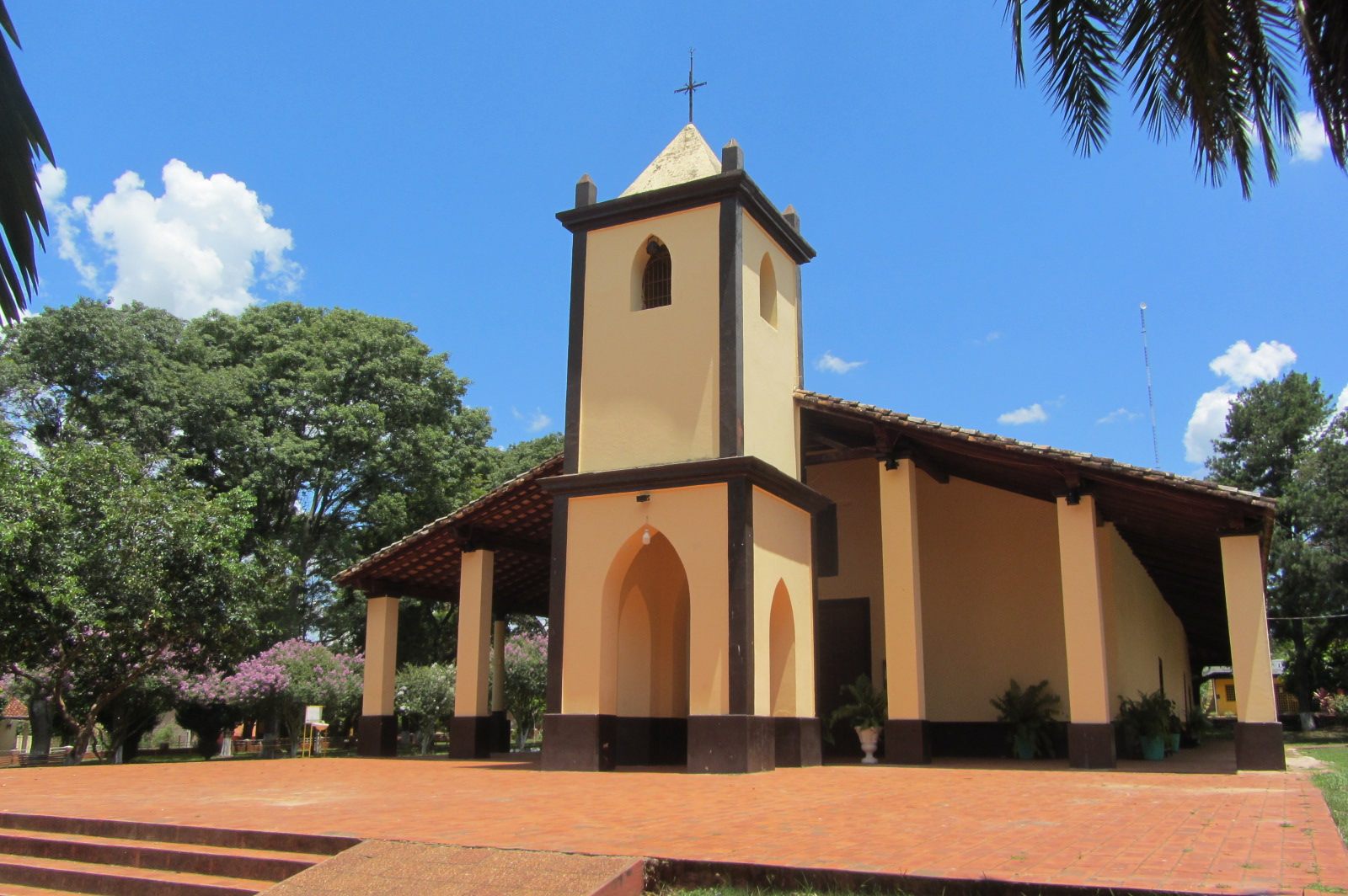
Parroquia San José Esposo (Valenzuela).

Parte del patrimonio más importante de Valenzuela es la Iglesia Franciscana "San José", en cuyo interior aún se conservan los retablos y el púlpito de estilo barroco, con imágenes talladas hacia el año 1600. La iglesia es de estilo barroco – colonial y fue construida por el fundador del pueblo, Antonio Fernández de Valenzuela. y bendecida el 12 de mayo de 1783. La misma tenía dos altares, a cada lado, una para la Virgen del Rosario y la otra para San Antonio y dos confesionarios. Las imágenes talladas datan de 1600 aproximadamente.
La fiesta patronal es el 19 de marzo en honor a SAN JOSE, se celebra más en la parte litúrgica debido a que siempre coincide en cuaresma.
Así también tiene su gran fiesta tradicional el 3 de febrero en honor a San Blas, en la que se realizan corridas de toros, jineteada, fiestas bailables con grupos nacionales, misas, novenarios, así como también la infaltable distracción en la plaza municipal con juegos y expo ferias se saborean comidas típicas, entre otras actividades.

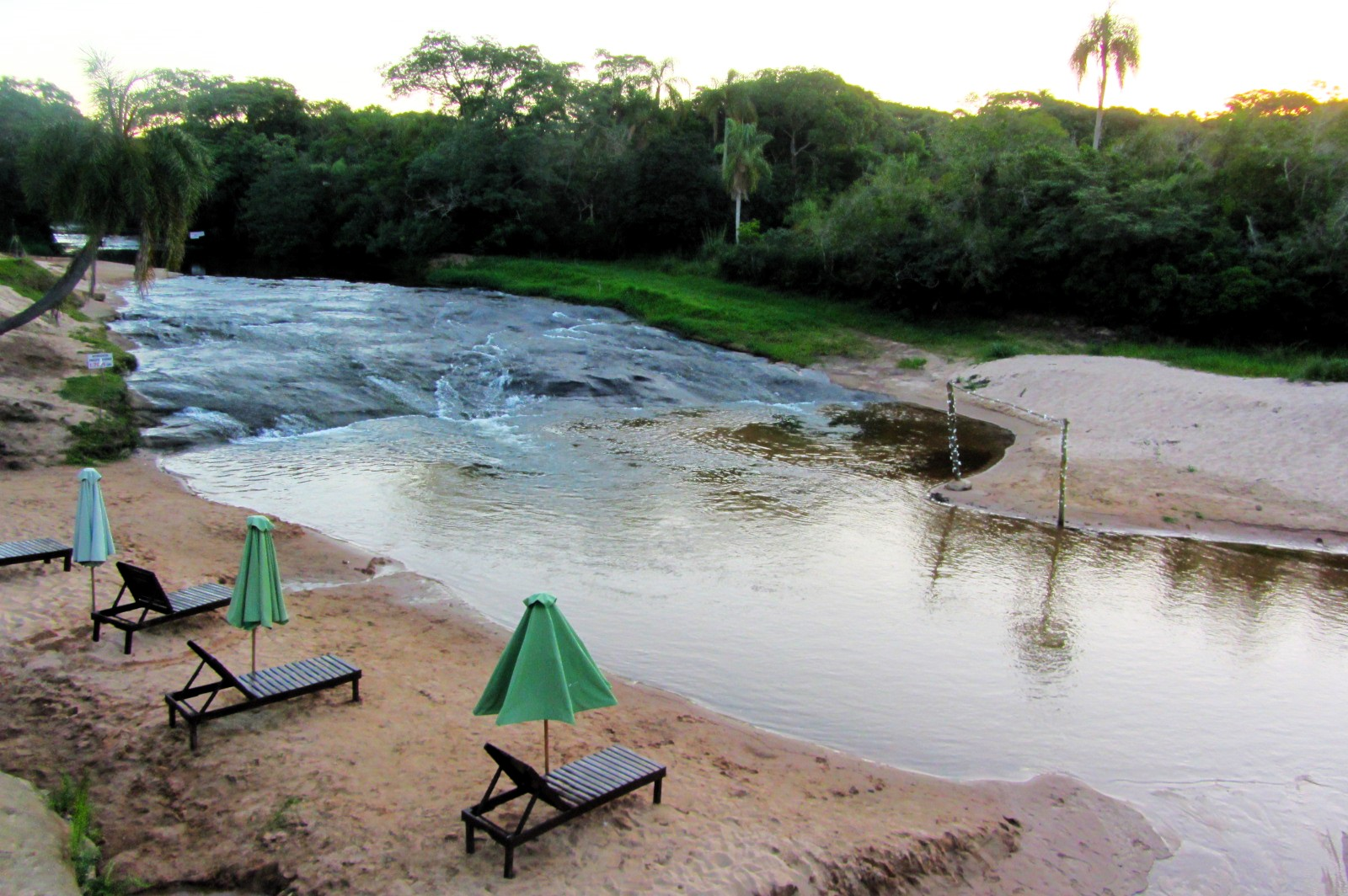
Arroyo Yhaguy, a su paso por uno de los balnearios de Valenzuela.

Son muy concurridos los balnearios en la ciudad “Domiciana” (el puente), “San Agustín”, "La Cascada" sobre el Arroyo Yhaka. Otros lugares turísticos son el arroyo Pachongo (Cía. Cerro Corá) Paso Itacua (Cía. Ita Moroti) y otros arroyos. Salto Yporá y el Arroyo Pasito.